# 惟宗公方
惟宗 公方（これむね の きんかた、生没年不詳）は、平安時代中期の貴族。官位は正五位下・明法博士。

## 経歴
右衛門権少志を経て、醍醐朝の後期の延長4年（926年）以前に明法博士に任ぜられる。以降、醍醐・朱雀・村上・冷泉の四朝30年以上に亘って明法博士を務める。この間、主計助・大判事・勘解由次官・民部少輔・左衛門権佐などを兼帯した。
村上朝の天徳2年（958年）天皇に奏上した勘文に失錯ありとされ、左衛門権佐兼明法博士から大蔵権大輔に左遷される。しかし、天徳4年（960年）頃には明法博士に復帰した。最終官位は明法博士正五位下。
著作に『本朝月令』がある。

## 官歴
- 延喜23年（923年） 2月24日：見右衛門権少志[2]
- 延長4年（926年） 11月25日：見明法博士左衛門大志[3]
- 延長8年（930年） 4月1日：見主計助明法博士[4]
- 承平3年（933年） 7月19日：見主計助明法博士[5]
- 天慶3年（940年） 2月4日：見大判事[6]
- 天慶5年（942年） 2月10日：見大判事勘解由次官明法博士大和介[7]
- 天慶9年（946年） 8月7日：見大判事民部少輔明法博士[8]
- 天暦2年（948年） 6月22日：見従五位上大判事民部少輔明法博士[9]
- 天暦4年（950年） 9月16日：見民部少輔[10]
- 天暦5年（951年） 12月：左衛門権佐[11]
- 天暦7年（953年） 7月17日：左衛門権佐明法博士[12]
- 天徳2年（958年） 10月10日：大蔵権大輔[13]
- 天徳4年（960年） 3月27日：見明法博士?[14]
- 永祚2年（990年） 3月5日：見故明法博士正五位下[15]